# قائمة مؤلفات محمد باقر الصدر
محمد باقر الصدر مرجع دين عراقي شيعي ألف العديد من الكتب والمقالات التي تعد من أبرز ما كتب في الفكر الإسلامي الشيعي، وقد استخدم أفكارًا فلسفية غربية للتحدي عندما تبدو مناسبتًا ودَمَجها في نظامه الخاص عند الاقتضاء. وكان هدفه النهائي هو إظهار أن المعرفة الدينية ليست نقيض المعرفة العلمية، وتنوعت مؤلفاته من كتب ومقالات ومحاضرات في مجالات شتى كالعقيدة والفسلفة والاقتصاد والسياسة والثقافة الإسلامية وغيرها.

## المؤلف
هو مرجع ديني شيعي ومفكر وفيلسوف إسلامي عراقي، ولد في 1 مارس 1935 في الكاظمية ببغداد ومن ثم هاجر إلى النجف للدراسة الدينية، يعد من أكبر وأهم مراجع الشيعة في عصره كونه ينتمي لعائلة دينية شيعية عريقة لعب أفرادها دورًا مهما في الدين والسياسة في العراق والمنطقة عامةً، أشتهر بإفتائه بحرمة الإنتماء لحزب البعث وتأييده للثورة الإسلامية في إيران، وتلمذ على يده العديد من كبار مراجع الشيعة المعاصرين من دولًا مختلفة، وكما يعد هو مؤسس حزب الدعوة الإسلامية ومنظري أفكاره، ومؤلف لمجموعة كتب تعد الأبرز في الفكر السياسي الإسلامي الشيعي، أُعدم عام 1980 من قبل النظام الحاكم آنذاك بتهم تتعلق بالسياسة والولاء وماشابه.

## قائمة المؤلفات
| موضوع                                                          | عنوان الكتاب                                                    | سنة النشر | ملاحظات |  |
| -------------------------------------------------------------- | --------------------------------------------------------------- | --- | --- |  |
| فقه                                                            |                                                                 | | |  |
| بحوث في شرح العروة الوثقی                                      | الطبعة الأولی: 1391 هـ                                          | 4 مجلدات | |  |
| التعليق على منهاج الصالحين                                     |                                                                 | تعليقة على رسالة عملية لآية الله العظمى الإمام الحكيم، مجلدين. | |  |
| الفتاوي الواضحة                                                |                                                                 | رسالة عملية ألُف منها جزء واحدا، ثم أضاف إليها في الطبعة الثانية مقدمة بعنوان «موجز في أصول الدين» بحث فيها بحثا مختصرا رائعا عن المرسل، والرسول، والرسالة، كما يوجد في آخر الكتاب بحث بديع بعنوان نظرة عامة في العبادات. | |  |
| موجز أحكام الحج                                                |                                                                 | هو رسالة عملية في الحج | |  |
| التعليقة علی مناسك الحج                                        |                                                                 | وهي تعليقة علی مناسك الحج لأستاذه آية الله العظمى السيد الخوئي، وهي غير مطبوعة، كتبها الصدر عندما أراد الرحلة إلى الحج. | |  |
| التعليقة علی صلاة الجمعة                                       |                                                                 | ما زالت غير مطبوعة | |  |
| تعليقة على الرسالة العملية "بلغة الراغبين"                     |                                                                 | تعليقة على الرسالة العملية للمرحوم آية الله العظمى محمد رضا آل ياسين المسماة بـ «بلغة الراغبين» علق السيد الصدر عليها في وقت كان عمره حوالي سبع عشرة سنة، وما زالت التعليقة غير مطبوعة. | |  |
| لمحة فقهية تمهيدية عن مشروع دستور الجمهورية الاسلامية في إيران |                                                                 | | |  |
| أصول الفقه                                                     |                                                                 | | |  |
| دروس في علم الأصول،                                            | 1397 هـ                                                         | 3 أجزاء. وهو كتاب يدرس كمنهج في علم الأصول في مرحلة السطوح. | |  |
| غاية الفكر في علم الأصول                                       | 1374 هـ                                                         | وهو عشرة أجزاء طبع منه الجزء الخامس فقط في سنة 1374 هـ. وقد ذكر السيد الصدر في أول هذا الجزء أنه شرع في تأليف هذا الكتاب قبل ثلاث سنين تقريبا. | |  |
| المعالم الجديدة للأصول                                         |                                                                 | | |  |
| فلسفة                                                          |                                                                 | | |  |
| فلسفتنا                                                        | 1959 م                                                          | هو كتاب يناقش المذاهب الفلسفية وخاصةً الفلسفة الماركسية التي كانت تنتشر بحدة في أوساط العراقيين. | |  |
| منطق                                                           |                                                                 | | |  |
| الأسس المنطقية للاستقراء.                                      |                                                                 | يقترح المؤلف في هذا الكتاب صياغة جديدة لنظرية المعرفة البشرية على أساس قاعدة بديلة لعملية الاستقراء. وهو يقدم مدرسة فكرية جديدة، الذاتية، والوقوف على النقيض من كل من العقلانية والتجريبية، بحيث الاستقراء يلقي اليقين كنتيجة لها. الكتاب الحالي، الذي ترجم لأول مرة إلى اللغة الإنجليزية في مجمله، يظهر إتقان الصدر الرائع للتقاليد الفلسفية، الغربية والإسلامية على السواء. ويملأ هذا العمل، بكلمات الصدر، فجوة في المنطق والفلسفة مدتها 2000 سنة، ويعد ببدء عصر جديد من النقاش حول مشكلة الاستقراء التي طال أمدها. | |  |
| علم الكلام                                                     |                                                                 | | |  |
| الموجز في أصول الدين: المرسل، الرسول، الرسالة                  |                                                                 | | |  |
| التشيع والإسلام (بحث حول الولاية)                              |                                                                 | | |  |
| بحث حول المهدي                                                 |                                                                 | وهو مقدمة لموسوعة محمد محمد صادق الصدر عن الإمام المهدي. | |  |
| اقتصاد                                                         | اقتصادنا                                                        | 1381 هـ | في مجلدين، وهو كتاب يتحدث فيه عن الاقتصاد الإسلامي ويناقش فيه النظريات الاقتصادية مثل الرأسمالية وغيرها.                         |  |
| اقتصاد                                                         | البنك اللاربوي في الإسلام.                                      | | طبع قبل "الأسس المنطقية للاستقراء".                                                                                              |  |
| اقتصاد                                                         | خطوط تفصيلية عن اقتصاد المجتمع الإسلامي                         | إيران: وزارة الثقافة والإرشاد الإسلامي. | |  |
| اقتصاد                                                         | مقالات إقتصادية                                                 | | |  |
| اقتصاد                                                         | ماذا تعرف عن الاقتصاد الإسلامي؟                                 | | |  |
| اقتصاد                                                         | صورة عن اقتصاد المجتمع الإسلامي: الإسلام يقود الحياة            | | إيران: وزارة الثقافة الإرشاد الإسلامي                                                                                            |  |
| اقتصاد                                                         | خطوط تفصيلية عن اقتصاد المجتمع الإسلامي.                        | | |  |
| اقتصاد                                                         | الأسس العامة للبنك في المجتمع الإسلامي: الإسلام يقود الحياة     | | إيران: وزارة الثقافة والإرشاد الإسلامي                                                                                           |  |
| علم التفسير                                                    | التفسير الموضوعي للقرآن الكريم                                  | | |  |
| علم التفسير                                                    | بحوث في علوم القرآن                                             | | |  |
| علم التفسير                                                    | مقدمات في التفسير الموضوعي للقرآن                               | 1980 | الكويت: دار التوجيه الإسلامي |  |
| علم التفسير                                                    | مقالات قرآنية                                                   | | |  |
| علم التفسير                                                    | المدرسة القرآنية                                                | | وهو عبارة عن محاضرات عن التفسير الموضوعي.                                                                                        |  |
| تاريخ                                                          | فدك في التاريخ.                                                 | 1374 هـ | هو كتيّب كتب فيه بعض الملاحظات عن تاريخ فدك في سن الحادية عشر، ومع ذلك فإنه يعد مرجعاً بين الكتب الأخرى التي تتحدث عن نفس الموضوع. |  |
| تاريخ                                                          | أهل البيت تنوع أدوار ووحدة هدف                                  | | ، وهو عبارة عن محاضرات جمعها بعض طلابه وطبعوها ككتاب.                                                                            |  |
| ثقافة إسلامية                                                  | الإسلام يقود الحياة                                             | | وهو عبارة عن بعض المواضيع الإسلامية.                                                                                             |  |
| ثقافة إسلامية                                                  | الإنسان المعاصر والمشكلة الاجتماعية.                            | | |  |
| ثقافة إسلامية                                                  | المدرسة الإسلامية                                               | | |  |
| ثقافة إسلامية                                                  | رسالتنا                                                         | | |  |
| ثقافة إسلامية                                                  | مقالات ومحاضرات.                                                | | |  |
| ثقافة إسلامية                                                  | نظرة عامة في العبادات.                                          | | |  |
| سياسة                                                          | منابع القدرة في الدولة الاسلامية                                | | |  |
| سياسة                                                          | خلافة الإنسان وشهادة الأنبياء.                                  | 1984 مـ | نشر في طهران |  |
| سياسة                                                          | لمحة فقهية تمهيدية عن مشروع دستور الجمهورية الاسلامية في إيران. | | |  |

|        | عنوان المقالة                                                     | ناشر                   | سنة النشر    | ملاحظات                                                  |
| ------ | ----------------------------------------------------------------- | ---------------------- | ------------ | -------------------------------------------------------- |
| مقالات | الأفعال والأهداف من فكر الدعوة                                    | حزب الدعوة الإسلامية   |              | عدد 13. الانتشار المركزي، مكان وتاريخ النشر غير معروف.   |
| مقالات | العمل الصالح في القرآن                                            | بيروت: دار الزهراء.    | 1982 مـ      | جريدة "اخترنا لك".                                       |
| مقالات | أهل البيت، تنوع الأدوار ووحدة الهدف                               | بيروت: دار التعارف.    | 1985 مـ      |                                                          |
| مقالات | بحث حول المهدي                                                    | بيروت: دار التعارف.    | 1983         |                                                          |
| مقالات | بحث حول الولاية                                                   | الكويت: دار التوحيد.   | 1977         |                                                          |
| مقالات | دعوتنا للإسلام يجب أن تكون ثورية: من فكر الدعوة                   | حزب الدعوة الإسلامية   |              | العدد 13. الانتشار المركزي، مكان وتاريخ النشر غير معروف. |
| مقالات | دور الأئمة في الحياة الإسلامية                                    | بيروت: دار الزهراء     | 1982         | جريدة اخترنا لك.                                         |
| مقالات | الدولة الإسلامية                                                  |                        | 14 مارس 1983 |                                                          |
| مقالات | حول المرحلة الأولى من عمل الدعوة                                  | حزب الدعوة الإسلامية   |              | عدد 13. الانتشار المركزي، مكان وتاريخ النشر غير معروف.   |
| مقالات | حول الإسلام والشكل التنظيمي لحزب الدعوة الإسلامية: من فكر الدعوة. | حزب الدعوة الإسلامية   |              | عدد 13. الانتشار المركزي، مكان وتاريخ النشر غير معروف.   |
| مقالات | الحرية في القرآن                                                  | بيروت: دار الزهراء     | 1982         | جريدة اخترنا لك                                          |
| مقالات | الإتجاهات المستقبلية لحركة الإجتهاد                               | بيروت: دار الزهراء     | 1980         | جريدة اخترنا لك                                          |
| مقالات | الإنسان المعاصر والمشكلة الاجتماعية                               |                        |              |                                                          |
| مقالات | الجانب الاقتصادي للنظام الإسلامي                                  | بيروت: دار الزهراء     | 1982         | جريدة اخترنا لك.                                         |
| مقالات | النظرة الإسلامية لتوزيع المصادر الطبيعية                          | بيروت: دار الزهراء     | 1982         | جريدة اخترنا لك                                          |
| مقالات | النظام الإسلامي مقارنا بالنظام الرأسمالي والماركسي                | بيروت: دار الزهراء     | 1982         | جريدة اخترنا لك                                          |
| مقالات | رسالتنا والدعوة"                                                  | بيروت: الدار الإسلامية | 1981         |                                                          |
| مقالات | الشخصية الإسلامية": من فكر الدعوة الإسلامية                       | حزب الدعوة الإسلامي    |              | العدد 13. الانتشار المركزي، مكان وتاريخ النشر غير معروف. |
| مقالات | أطروحة المرجعية الصالحة" في كاظم الحائري،                         | قم، إيران              | 1988         | المباحث في علم الأصول                                    |
| مقالات | اليقين الرياضي والمنطق الوضعي                                     | الكويت، مجلة الإيمان   | 1965         |                                                          |

للصدر كتب أخرى صادرتها السلطة، منها كتاب لم يحدد له عنواناً ولكن موضوعه هو أصول الدين. كتاب آخر عن تحليل الذهن البشري. وقد كان الصدر في نيته تأليف كتاب بعنوان مجتمعنا. مقالات في بعض المجلات الفكرية التي كانت تنشر في صيدا وله مقالة عن رجال الفكر في القرن السادس وممن ذكرهم الشيخ الزاهد عبد القادر الكيلاني، قال فيه: كان مصلحا محبوبا ومحترما من قبل العامة والخاصة من الطائفتين وأشاد بكتابه الفتح الرباني والفيض الرحماني واعتبره أثره الفكري الحقيقي مؤكدا أن كتابه الغنية لطالبي طريق الحق تعرض للتحريف من قبل الأجيال التالية وأكد أنه من المعيب تجير شخصية إسلامية إصلاحية ك«عبد القادر» لطائفة بعينها ومؤكدا «حسنية» نسبه وأنه سمع صحة نسبه من مصطفى جواد نفسه، ومن الجدير بالذكر أن «للخميني» موقف مشابه من «الكيلاني» و «ابن عربي» ول«مرتضى مطهري» في كتابه (إيران والإسلام) إشادة ب«الكيلاني» وتأكيدا على نسبه الحسني وهذا يدلل على سعة أفق «الإمام الصدر» وانفتاحه الفكري على كل المدارس الفكرية.